# Þorvaldur Snorrason Vatnsfirðingur
Þorvaldur Snorrason Vatnsfirðingur (Thorvaldur, 1183 - 6 de agosto de 1228) fue un caudillo medieval y goði de Islandia en el siglo XIII y tuvo un papel relevante durante la guerra civil islandesa, episodio histórico conocido como Sturlungaöld. Pertenecía al clan familiar de los Vatnsfirðingar. Tenía su hacienda en Ísafjörður. Þorvaldur era hijo de Snorri Þórðarson. De las sagas se desprende que era un hombre de gran temperamento y violento. En su juventud se llevaba bien con su vecino Hrafn Sveinbjarnarson pero cuando murió el padre de Þorvaldur en 1194, ocupó Vatnsfjarður y su relación se convirtió en visceral. Hubo tres asaltos en las montañas contra Hrafn y al final consiguió capturarle y lo mató el 4 de marzo de 1213.
Sveinbjörn y Krákur, los hijos de Hrafn era pequeños, pero cuando llegaron a adultos solicitaron la ayuda de Sturla Sighvatsson para cumplir su venganza y quemaron la hacienda del asesino de su padre en Gillastaðir el 6 de agosto de 1228.
Casó dos veces, la primera con Kolfinna Einarsdóttir y la segunda con la hija de Snorri Sturluson, Þórdís Snorradóttir que era unas décadas más joven y con quien tuvo dos hijos Kolfinn y Einar. También tuvo algunas concubinas con quienes tuvo varios hijos, dos de ellos Þórður y Snorri Þorvaldsson intentaron vengar a su padre en Sauðafellsför.